# Merenda sinoira
La merenda sinoira (marenda sinòira in piemontese) è una tradizione gastronomica tipica del Piemonte: consiste in un pasto pomeridiano che può sostituire la cena e nel corso del quale vengono degustati soprattutto antipasti e contorni freddi e a volte piatti tipici piemontesi (pane, grissini, formaggi, salumi, acciughe, frittate, sottaceti, antipasti di verdure con tonno o uova sode, sòma d'aj e così via).

## Etimologia e storia
La parola sinoira proviene dal piemontese sin-a (lett. "cena"). Le merende sinoire venivano originariamente consumate dai contadini di Monferrato, Langhe e vallate del Torinese che, tra l’inizio della primavera e la fine dell’estate, ovvero il periodo della vendemmia, facevano abbondanti pasti prima di tornare nelle loro case dopo il lavoro. Questi pasti si consumavano a tavola o direttamente nei campi La tradizione è tutt'oggi tenuta in vita in diversi punti di ristoro della regione. La merenda sinoira è considerata un antecedente dell'apericena.